# Grossist
En grossist (eller  grosserer) er en person eller virksomhed der handler "en gros", dvs. handler med store mængder varer, modsat en købmand der handler med små mængder varer.
Grossister fungerer som bindeled/distributør mellem et antal producenter og et antal aftagere, eksempelvis købmænd. Grossister var tidligere en magtfuld gruppe i samfundet, men grossistfunktionen er i dag i høj grad[kilde mangler] overtaget af store producentvirksomheder eller store butikskæder.
Grosserer-Societetet i København oprettedes i 1817, og organiserede samtlige københavnske grossister. I 1936 kostede medlemskab af Societetet 200 kr plus stempelafgift på 24 kr (hvilket er 8.000 kr i 2015). Grosserer-Societetets primære funktioner var at føre tilsyn med Børsen i København, som Societetet købte i 1857 af staten, at yde kommerciel-juridisk rådgivning, samt daglig fastsættelse af valutakurser. Societetet deltog også ved valg af medlemmer til Sø- og Handelsretten.